# UTP3
UTP3‏ (UTP3, small subunit processome component) هوَ بروتين يُشَفر بواسطة جين UTP3 في الإنسان.